# Obnorskaja Słoboda
Obnorskaja Słoboda (ros. Обнорская Слобода) – wieś w Rosji, w rejonie grazowieckim obwodu wołogodzkiego. W 2002 liczyła 27 mieszkańców, z kolei w 2010 populacja miejscowości wynosiła 11 osób.